# 卡拉·優素福
卡拉·優素福（Qara Yusuf）是黑羊王朝的统治者。他的统治时间是从约1388年至1420年，其中从1400年至1405年他的统治被帖木兒帝國中断。

## 从札剌亦兒获得独立
卡拉·優素福统治初期黑羊王朝是巴格达和大不里士的札剌亦兒王朝的一个附庸国，当时黑羊王朝和札剌亦兒王朝均面临着东部的帖木兒帝國的威胁。1396年帖木尔名他的儿子米蘭沙为阿塞拜疆的总督。卡拉·優素福与札剌亦兒王朝的阿赫迈德合作抵抗帖木尔，由此实际上将黑羊王朝从札剌亦兒的附庸关系中独立出来。

## 帖木兒入侵
1400年帖木儿又开始向札剌亦兒和黑羊王朝进攻，卡拉·優素福和阿赫迈德均战败，他们逃到奥斯曼帝国苏丹巴耶塞特一世处避难。1402年他们领军回到巴格达并攻占巴格达。但是此后两人吵翻，卡拉·優素福将阿赫迈德驱逐出巴格达。阿赫迈德试图在马木留克处求救，但是马木留克惧怕帖木儿，反而监禁阿赫迈德。1403年帖木儿将卡拉·優素福逐出巴格达。卡拉·優素福也试图向马木留克求救，结果也被监禁。在马木留克的监狱里卡拉·優素福和阿赫迈德又重新和好。他们决定假如他们获胜的话阿赫迈德将获得巴格达，而卡拉·優素福则将统治阿塞拜疆。1405年贴木尔死后马木留克将两人释放。
卡拉·優素福被释放后回到阿塞拜疆，1406年他在纳希切万附近战胜帖木尔军队，重占大不里士。米蘭沙和他的儿子艾布·伯克尔试图重占阿塞拜疆。1408年4月20日卡拉·優素福获得了一次决定性的胜利，米蘭沙阵亡。这次战役对于中亚历史拥有非常重要的意义，它消灭了贴木尔向西的扩张。

## 攻占巴格达
卡拉·優素福掌握阿塞拜疆并将大不里士设为其首都后他与阿赫迈德的关系又恶化。阿赫迈德试图夺取阿塞拜疆，他甚至于短时间占领了大不里士，但是于1410年8月30日被卡拉·優素福击败。阿赫迈德被俘，然后与他的儿子一起被杀。此后阿赫迈德的一个侄子短时间当上了巴格达的蘇丹。但是1412年卡拉·優素福攻占巴格达，在那里设立了一个黑羊王朝的苏丹，实际上消灭了札剌亦兒。此时卡拉·優素福统治的地区从格鲁吉亚一直到巴士拉。
卡拉·優素福死于1420年，他的儿子卡拉·伊斯坎達爾继位。
| 前任： 卡拉·穆罕默德 | 黑羊王朝 约1388年-1420年 | 繼任： 卡拉·伊斯坎達爾 |